# (25362) 1999 TH24
1999 تي إتش 24 (ويعرف أيضًا باسم (25362) 1999 تي إتش 24 وفق تسمية الكوكب الصغير) (بالإنجليزية: 1999 TH24)‏ هو كويكب ضمن حزام الكويكبات؛ وترتيبه 25362 من حيث الاكتشاف.
اكتُشف هذا الجُرم الفلكي بواسطة سبيس واتش في 4 أكتوبر 1999.

## وصلات خارجية
- (25362) 1999 TH24 في قاعدة بيانات مختبر الدفع النفاث لأجرام النظام الشمسي الصغيرة

- الاكتشاف · مخطط المدار ·  العناصر المدارية · المعلمات المادية

- (25362) 1999 TH24 على موقع ويكي سكاي: DSS2, SDSS, GALEX, IRAS, Hydrogen α, X-Ray, Astrophoto, Sky Map, Articles and images